# Bros
Bros (prt: BROS - Uma História de Amor; bra: Mais que Amigos) é um filme americano do gênero comédia romântica dirigido por Nicholas Stoller a partir de um roteiro escrito por ele e Billy Eichner. O filme é estrelado por Eichner, Luke Macfarlane, Jim Rash, Bowen Yang, Guillermo Díaz, Ts Madison, Miss Lawrence e Harvey Fierstein.
Bros está agendado para ser lançado em 30 de setembro de 2022 nos Estados Unidos pela Universal Pictures.

## Enredo
Bobby Lieber, apresentador do podcast e do programa de rádio The Eleventh Brick at Stonewall, que se orgulha de ser solteiro, assiste a uma cerimónia de entrega de prémios para a comunidade LGBTQ, onde ganha um prémio de "Melhor Homem Gay Cis Male". Anuncia que aceitou uma posição como curador para o novo Museu Nacional de História LGBTQ+ em Manhattan, o primeiro museu do género no mundo.
Bobby junta-se ao seu amigo Henry numa discoteca na cidade onde está a ser lançada uma nova aplicação de encontros gay, e vê Aaron Shepard, a quem Henry descreve como quente mas "aborrecido". Aaron e Bobby flertam e trocam um beijo, mas Aaron não parece interessado em Bobby. Alguns dias mais tarde, os dois começam a passar tempo juntos, mas a sua ligação não é forte. Enquanto num encontro no cinema, Aaron encontra um antigo colega de equipa de hóquei de liceu, Josh, e o seu noivo. Bobby e Aaron não sabem o que fazer do seu tempo juntos; Bobby sente que Aaron age demasiado hetero e Aaron pensa que Bobby é demasiado intenso e que a sua influência na comunidade gay é intimidante. Aaron descobre mais tarde que Josh cancelou o seu noivado e que saiu como homossexual.
Após algum tempo separados, Aaron confia a Bobby que o seu sonho original era ser um chocolatier, mas que tinha pensado que era inalcançável e nunca o perseguiu. Bobby convida Aaron para uma viagem a Provincetown, onde solicita a um milionário excêntrico uma doação para o museu em dificuldades. O milionário não é impressionado por Bobby no início, mas Aaron ajuda-o a ajustar o seu tom, e eles asseguram uma doação de 5 milhões de dólares. Bobby fica impressionado com Aaron e os dois aproximam-se romanticamente, e Bobby abre-se sobre a necessidade de tonificar o seu comportamento flamboyant para tornar os outros mais confortáveis.
Bobby e Aaron namoram durante vários meses e Aaron integra-se no grupo de amigos de Bobby. Numa festa de Natal, Josh chega e Aaron pergunta a Bobby se eles podem ter sexo em grupo. Bobby concorda, mas mais tarde recua sobre os seus desejos depois de ver a ligação que Aaron e Josh têm. Quando a família de Aaron vem à cidade para uma visita, o comportamento excessivo de Bobby acaba por causar uma fenda entre os dois homens. Aaron junta-se novamente a Josh e eles acabam por se separar. As pessoas ameaçam boicotar o museu e fazer doações sobre uma exposição que Bobby criou e que sugere que Abraham Lincoln era gay.
Após algum tempo, Bobby regressa ao trabalho e reconcilia-se com os seus colegas de trabalho por causa do seu surto sobre a exposição. Todos os outros admitem que também têm os seus próprios problemas sobre assuntos como as suas identidades sexuais, e concordam em fazer cedências sobre as exposições que serão apresentadas. Entretanto, Aaron deixa o seu trabalho e cumpre o seu sonho de fazer chocolates, dizendo a Bobby que todos os lucros irão para o museu.
Na noite da inauguração do museu, uma grande multidão comparece. Bobby sente falta de Aaron, e depois de falar com a sua amiga Tina, decide enviar-lhe uma mensagem de texto. Aaron recebe o texto e é encorajado pelo seu irmão a ir atrás da pessoa que ama, chegando assim que Bobby começa o seu discurso. Quando vê Aaron, continua a cantar uma canção que escreveu sobre a sua relação, inspirado pela música de Garth Brooks, o cantor favorito de Aaron. Quando a canção termina, Bobby e Aaron beijam-se, para aplaudir da multidão.
Três meses mais tarde, a mãe de Aaron traz a sua turma da segunda classe ao museu, e Bobby e Aaron continuam a namorar.

## Elenco
- Billy Eichner como Bobby Lieber
- Luke Macfarlane como Aaron
- Ts Madison
- Monica Raymund
- Guillermo Díaz
- Guy Branum
- Amanda Bearse
- Jim Rash
- Bowen Yang
- Miss Lawrence
- Harvey Fierstein
- Symone
- Eve Lindley
- D’Lo Srijaerajah
- Benito Skinner
- Peter Kim
- Dot-Marie Jones
- Becca Blackwell
- Brock Ciarlelli

## Produção
Em 5 de fevereiro de 2019, foi anunciado que Billy Eichner escreveria e estrelaria um longa-metragem de comédia romântica, dirigido e coescrito por Nicholas Stoller.
O resto do elenco foi revelado em 23 de setembro de 2021. Outro lote de membros do elenco, incluindo Jim Rash, foi revelado em 30 de setembro de 2021. Bowen Yang e Harvey Fierstein foram revelados para se juntar ao elenco em 4 de novembro de 2021. Benito Skinner se juntou ao elenco no dia seguinte.
O filme é a primeira comédia romântica gay de um grande estúdio com um elenco principal inteiramente LGBTQ.

### Filmagens
As filmagens estavam programadas para começarem em 7 de junho de 2021 em Buffalo, Nova York e Provincetown, Massachusetts.

## Música
A trilha sonora do filme foi composta por Marc Shaiman.

## Marketing
O primeiro trailer do filme foi lançado em 18 de maio de 2022.

## Lançamento
Bros está agendado para ser lançado nos Estados Unidos em 30 de setembro de 2022, pela Universal Pictures. Foi originalmente programado para ser lançado em 12 de agosto de 2022.
No Brasil e em Portugal o filme está agendado para ser lançado em 24 de novembro de 2022.